# ماركوس نوريس
ماركوس نوريس (20 أغسطس 1974 في الولايات المتحدة - ) (بالإنجليزية: Marcus Norris)‏ هو لاعب كرة سلة أمريكي في مركز هجوم خلفي.

## وصلات خارجية
- ماركوس نوريس على موقع الدوري الأوروبي لكرة السلة (الإنجليزية)
- ماركوس نوريس على موقع الدوري الإسباني لكرة السلة (الإسبانية)
- ماركوس نوريس على موقع كرة السلة الأوروبية.كوم (الإنجليزية)
- ماركوس نوريس على موقع كلية كرة السلة في سبورتس رفرنس.كوم (الإنجليزية)
- ماركوس نوريس على موقع ريلجم (الإنجليزية)
- ماركوس نوريس على موقع بروبوليرز (الإنجليزية)
- ماركوس نوريس على موقع سبورتس رفرنس (الإنجليزية)